# جوستين وونغ-أورانتس
جوستين وونغ-أورانتس (مواليد 6 أكتوبر 1995) هي لاعبة كرة طائرة أمريكية، فازت مع منتخب بلادها بذهبية أولمبياد 2020.